# Vitaly Bigdash
Vitaly Bigdash (Rostov del Don, República Socialista Federativa Soviética de Rusia, Unión Soviética; 25 de julio de 1984) es un artista marcial mixto ruso que actualmente compite en la categoría de peso mediano de ONE Championship. Es el ex-Campeón Mundial de Peso Mediano de ONE, habiendo ganado el título derrotando a Igor Svirid en ONE Championship: Tigers of Asia on October 9, 2015.
Desde el 4 de septiembre de 2022, Bigdash está en la posición #59 del ranking de Peso Semipesado del mundo según Tapology.com.

## Carrera de artes marciales mixtas

### ONE Championship
Bigdash hizo su debut en la promoción contra Igor Svirid por el Campeonato Mundial de Peso Mediano de ONE en ONE Championship: Tigers of Asia el 9 de octubre de 2015. Ganó la pelea por KO en el segundo asalto para convertirse en el nuevo Campeón Mundial de Peso Mediano de ONE.
Bigdash enfrentó a Yuki Niimura en ONE Championship: Destiny of Champions el 7 de diciembre de 2018. Ganó la pelea por sumisión (reverse triangle armbar) en el primer asalto.
Bigdash enfrentó a Fan Rong en ONE Championship: Winter Warriors 2 el 17 de diciembre de 2021. Bigdash ganó la pelea por sumisión (guillotine choke) en el tercer asalto.
Bigdash enfrentó a Aung La Nsang en una trilogía en ONE Championship: Full Circle el 25 de febrero de 2022. Ganó la pelea por decisión unánime.
Bigdasha enfrentó al doble campeón invicto por Reinier de Ridder por el Campeonato Mundial de Peso Mediano de ONE en ONE 159 el 22 de julio de 2022. A pesar de sorprender a de Ridder con una guillotina al principio de la pelea, Bigdash terminó perdiendo la pelea por sumisión técnica (inverted triangle choke) en el primer asalto.

## Récord en artes marciales mixtas
| Récord profesional | Récord profesional | Récord profesional |
| 15 peleas          | 12 Victorias       | 3 Derrotas         |
| ------------------ | ------------------ | ------------------ |
| Nocaut             | 4                  | 1                  |
| Sumisión           | 6                  | 1                  |
| Decisión           | 2                  | 1                  |

| Resultado | Récord | Oponente               | Método                                     | Evento                                 | Fecha                   | Ronda | Tiempo | Localización   | Notas                                                  |
| --------- | ------ | ---------------------- | ------------------------------------------ | -------------------------------------- | ----------------------- | ----- | ------ | -------------- | ------------------------------------------------------ |
| Derrota   | 12–3   | Reinier de Ridder      | Sumisión técnica (inverted triangle choke) | ONE 159                                | 22 de julio de 2022     | 1     | 3:29   | Kallang        | Por el Campeonato de Peso Mediano de ONE.              |
| Victoria  | 12–2   | Aung La Nsang          | Decisión (unánime)                         | ONE Championship: Full Circle          | 25 de febrero de 2022   | 3     | 5:00   | Kallang        | Pelea en peso pactado (95 kg). Bigdash no dio el peso. |
| Victoria  | 11–2   | Fan Rong               | Sumisión (guillotine choke)                | ONE Championship: Winter Warriors 2    | 17 de diciembre de 2021 | 3     | 0:41   | Kallang        | Pelea en peso pactado (95 kg).                         |
| Victoria  | 10–2   | Yuki Niimura           | Sumisión (reverse triangle armbar)         | ONE Championship: Destiny of Champions | 7 de diciembre de 2018  | 1     | 4:24   | Kuala Lumpur   |                                                        |
| Derrota   | 9–2    | Leandro Ataides        | TKO (golpes)                               | ONE Championship: Grit and Glory       | 12 de mayo de 2018      | 3     | 3:27   | Yakarta        |                                                        |
| Derrota   | 9–1    | Aung La Nsang          | Decisión (unánime)                         | ONE Championship: Light of a Nation    | 30 de junio de 2016     | 5     | 5:00   | Kallang        | Perdió el Campeonato de Peso Mediano de ONE.           |
| Victoria  | 9–0    | Aung La Nsang          | Decisión (unánime)                         | ONE Championship: Quest for Power      | 14 de enero de 2017     | 5     | 5:00   | Yakarta        | Defendió el Campeonato de Peso Mediano de ONE.         |
| Victoria  | 8–0    | Igor Svirid            | TKO (rodillazos y golpes)                  | ONE Championship: Tigers of Asia       | 9 de octubre de 2015    | 2     | 0:36   | Kuala Lumpur   | Ganó el Campeonato de Peso Mediano de ONE.             |
| Victoria  | 7–0    | Magomed Magomedkerimov | Sumisión (rear-naked choke)                | ProFC 57: New Era                      | 29 de marzo de 2015     | 3     | 4:20   | Rostov del Don |                                                        |
| Victoria  | 6–0    | Charles Andrade        | Sumisión (triangle choke)                  | ProFC 54: Challenge of Champions       | 7 de septiembre de 2014 | 3     | 2:39   | Rostov del Don |                                                        |
| Victoria  | 5–0    | Pavel Pokatilov        | TKO (codazos y rodillazos)                 | ProFC 53: Khachatryan vs. Egorov       | 6 de abril de 2014      | 3     | 0:48   | Rostov del Don | Pelea en peso mediano.                                 |
| Victoria  | 4–0    | Dmitriy Emets          | KO (patada)                                | Oplot Challenge 87                     | 9 de noviembre de 2013  | 1     | 0:53   | Járkov         |                                                        |
| Victoria  | 3–0    | Ertan Balaban          | Sumisión (heel hook)                       | Glory 6                                | 6 de abril de 2013      | 1     | 3:36   | Estambul       | Debut en peso mediano.                                 |
| Victoria  | 2–0    | Yuriy Shtembulyak      | TKO (golpes)                               | ProFC 45: Thunder in Grozny            | 15 de diciembre de 2012 | 2     | 1:39   | Grozni         |                                                        |
| Victoria  | 1–0    | Davrbek Isakov         | Sumisión (armbar)                          | ProFC 41: Octagon                      | 24 de agosto de 2012    | 1     | 1:41   | Rostov del Don |                                                        |

## Campeonatos y logros
- ONE Championship
  - Campeonato Mundial de Peso Mediano de ONE (Una vez)
    - Una defensa titular exitosa